# 瑪麗·安妮·麥克勞德·特朗普
玛丽·安妮·麦克劳德·川普（英語：Mary Anne Macleod Trump；婚前姓麦克劳德；1912年5月10日—2000年8月7日），是一位美國家庭主妇。她的次子是第45任美国总统唐納·川普。